# Estación de Almagro
Almagro es una estación ferroviaria situada en el municipio español de Almagro, en la provincia de Ciudad Real, comunidad autónoma de Castilla-La Mancha. Dispone de servicios de media distancia operados por Renfe. Las instalaciones disponen, además, de diversas vías que sirven como apartadero ferroviario.
La estación de Almagro registró en 2020 un movimiento de 7 827 usuarios.

## Situación ferroviaria
Las instalaciones se encuentran situadas en el punto kilométrico 240,1 de la línea férrea de ancho ibérico Manzanares-Ciudad Real, a 645 metros de altitud sobre el nivel del mar, entre las estaciones de Daimiel y de Pozuelo de Calatrava. El tramo es de vía única y está electrificado. 

## Historia
El ferrocarril llegó a Almagro el 21 de enero de 1861 cuando la compañía MZA puso en funcionamiento el tramo Daimiel-Almagro de la línea que buscaba unir Alcázar de San Juan con Ciudad Real. En 1941 la nacionalización de la red de ancho ibérico supuso que las instalaciones pasaran a depender de la recién creada RENFE. Durante la década de 1970 se procedió a electrificar el trazado, que entraría en servicio el 28 de noviembre de 1975. A raíz de esto se incrementó el tráfico de mercancías que atravesaba la estación, en buena medida procedente de la refinería de Puertollano. Tras el cierre de la línea Madrid-Ciudad Real, en 1988, durante algún tiempo el trazado entre Manzanares y Ciudad Real acogió el tráfico que hacía la ruta Madrid-Ciudad Real-Badajoz.
Desde enero de 2005, tras la extinción de la antigua RENFE, el ente Adif es el titular de las instalaciones mientras que Renfe Operadora explota la línea.

## La estación
El edificio de viajeros consta de dos alturas. La estación dispone de una marquesina, máquina de autoventa y está adaptada a personas con movilidad reducida. También dispone de cámaras de videovigilancia. Dispone de tres vías numeradas con acceso a dos andenes, siendo la más próxima al edificio de viajeros la vía 3 (derivada). El andén central da acceso a las vías 1 (principal) y 2 (derivada). Existe una vía más derivada sin numerar y sin acceso a andén, más otras tres vías en topera al este del complejo. Completan las instalaciones un almacén sin uso.

## Servicios ferroviarios

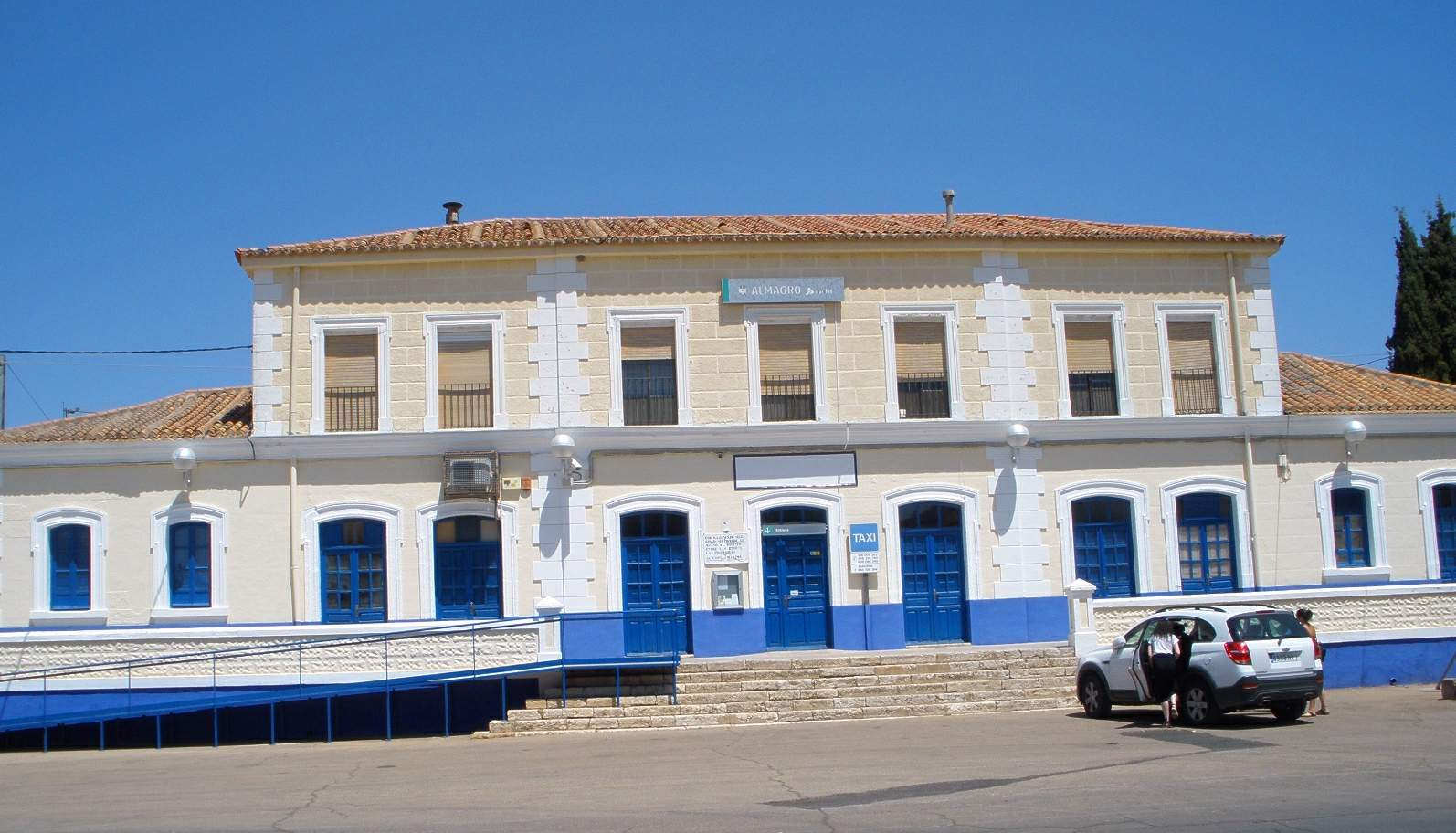
Aspecto del exterior de la estación en 2019

### Media Distancia
Los servicios de Media Distancia de Renfe tienen como principales destinos, Ciudad Real, Alcázar de San Juan, Alicante y Badajoz.
| Línea MD | Trenes | Origen/Destino      |  | Destino/Origen                        |
| -------- | ------ | ------------------- |  | ------------------------------------- |
|          | MD     | Alcázar de San Juan |  | Badajoz                               |
| 45       | MD     | Ciudad Real         |  | Alcázar de San Juan Alicante-Terminal |